# ميوناي (آن)
ميوناي (بالفرنسية: Mionnay)‏ هي بلدية فرنسية تقع في إقليم الآن في فرنسا. رمز إنسي لها هو:1248. أما الرمز البريدي لها فهو: 1390.